# Hepstedter Büsche
Hepstedter Büsche este o arie protejată (arie specială de conservare — SAC, sit de importanță comunitară — SCI) din Germania întinsă pe o suprafață de 109,26 ha, integral pe uscat.

## Localizare
Centrul sitului Hepstedter Büsche este situat la coordonatele 53°16′37″N 9°05′05″E / 53.2769°N 9.0847°E.

## Înființare
Situl Hepstedter Büsche a fost declarat sit de importanță comunitară în ianuarie 2005 pentru a proteja un număr necunoscut de specii din flora spontană și fauna sălbatică aflate în arealul zonei. Situl a fost protejat și ca arie specială de conservare în noiembrie 2017.

## Biodiversitate
Situată în ecoregiunea atlantică, aria protejată conține 2 habitate naturale: Păduri de fag Luzulo-Fagetum, Păduri acidofile de stejar bătrân cu Quercus robur pe câmpii nisipoase.
La baza desemnării sitului se află un număr nedeclarat de specii protejate.